# Zollverein kulgrube
Zollverein kulgrube og mineindustri, på tysk kaldt Zeche Zollverein (kulminen) og Kokerei Zollverein (koksværket), er et nedlagt industriområde i Essen, i den tyske delstat Nordrhein-Westfalen. Anlægget blev 14. december 2001 opført på UNESCOs liste over verdens kulturarv som Zollverein Coal Mine Industrial Complex. Området er også en del af Den europæiske rute for industrikultur.

## Historie
Kulminen Zeche Zollverein blev grundlagt af Franz Haniel (1779–1868) som havde behov for kul til stålproduktionen. Prøveboringer i Katernberg-området (i dag en forstad til Essen) havde vist rige kulforekomster. Disse blev opkaldt efter Den tyske toldforening (tysk: Deutscher Zollverein), grundlagt i 1834. Haniel grundlagde i 1847 det preussiske selskab Bergrechtliche Gewerkschaft Zollverein for udvinding af naturresourcerne. Aktierne blev solgt til medlemmer af familien og grundejere i det fremtidige industriområde.
De første kulminer i området blev etableret i 1847, og driften foregik fra 1851 til december i 1986. Fra 1950'erne var de to anlæg på området Zeche Zollverein (kulminen) og koksfabrikken Kokerei Zollverein (opført 1957-1961, nedlagt 30. juni 1993) blandt de største i Europa. Mineskakt nr. 12 som er bygget i bauhausstil, blev åbnet i 1932 og anses som et arkitektonisk og teknisk mesterværk, ofte kaldt den smukkeste kulmine i verden.